# 食人魔 (2006年電影)
《食人魔》（德語：Cannibal – Aus dem Tagebuch des Kannibalen）是2006年德国未在院线发行的一部剥削恐怖电影，由玛丽安·多拉（Marian Dora）编剧、导演和制作，这是他在长片领域的处女作。影片讲述精神错乱的“那个人”，有着食人的幻想，与自杀倾向的“那具肉体”达成协议，后者同意让“那个人”吃掉他。

## 剧情
开场时，一位母亲给她的小男孩读《糖果屋》的故事。接着情节转到当代，“那个人”过着日常生活，有时会在电脑上与他人聊天，寻找有同样食人幻想的人。“那个人”会见了几个与他聊天的人，但要么是他拒绝他们，要么是被他们拒绝（有时甚至遭到攻击），直到遇到一个自杀倾向的男人“那具肉体”，他自愿被“那个人”杀死并吃掉。“那具肉体”从柏林前往“那个人”的住所，两人关系密切，彼此赤裸在“那个人”的家中内外嬉戏，甚至发生性关系。
“那具肉体”决定是时候让自己被吃掉了，引诱“那个人”咬掉他的阴茎，但“那个人”无法做到。“那具肉体”甚至服用了药物，想要让事情变得更容易些。“那具肉体”失望之余，指责了“那个人”。“那个人”恳求他留下，于是正准备回柏林的“那具肉体”决定再给他一次机会。回到“那个人”的住所后，“那具肉体”服用了大量的酒精和药片，随后指示“那个人”用厨房刀割掉他的阴茎。“那个人”做到了，两人随后煎炸并试图吃掉割下来的阴茎，之后“那具肉体”似乎因失血过多在浴缸中死亡。
“那个人”把“那具肉体”呕吐并不断排泄的尸体拖到他为屠杀准备的房间。就在他准备开始分解“那具肉体”时，惊讶地发现“那具肉体”仍然活着，于是他刺穿了“那具肉体”的喉咙。接着“那个人”斩首、剖腹并肢解了“那具肉体”，将不可食用的部分埋掉，煮熟并吃掉剩下的部分；他把“那具肉体”的头放在餐桌的首位。最后，“那个人”在观看他所做事情的虐杀电影时自慰，然后离开。

## 演员
- 卡斯滕·弗兰克（Carsten Frank） 饰演 “那个人”
- 维克多·布兰德尔（Victor Brandl） 饰演 “那具肉体”
- 马努什（Manoush） 饰演 “那个人的母亲”
- L·多拉（L. Dora）
- 卡琳娜·帕尔默（Carina Palmer）
- 托比亚斯·西克特（Tobias Sickert）
- 乔阿希姆·西格尔（Joachim Sigl）
- 贝恩德·维德曼（Bernd Widmann）

## 制作
《食人魔》改编自阿明·迈韦斯的真实故事，他杀害了在互联网上认识的一名男子后将其吃掉。
2004年，导演玛丽安·多拉接受尤利·隆美尔的任务，在德国拍摄一部记录迈韦斯案的长片。多拉完成的影片因过于血腥而被隆美尔拒绝，随后多拉在几个月后自行在德国发行了这部电影。隆美尔则制作了自己的迈韦斯案件版本，即2007年的《食人魔日记》（Diary of a Cannibal）。

## 发行

### 家庭媒体
《食人魔》于2006年4月在德国发行DVD，2006年12月19日由Anthem Pictures在美国发行。该片也由Unearthed Films发行过一版现已停产的DVD。

### 审查
《食人魔》在德国发行后应迈韦斯的要求被禁。

## 评价
DVD Talk的斯科特·温伯格（Scott Weinberg）给该片打了2/5星，并写道：“《食人魔》是德国这一以怪异和病态电影著称的国家里最病态、最离奇的电影之一，它令人震惊、令人愤怒、令人作呕……同时由于基于真实事件，稍微显得有些引人入胜。”Dread Central的约书亚·赛博特（Joshua Siebalt）也给该片打了2/5星，并写道：“《食人魔》唯一的卖点是其对食人行为的生动描绘。整部电影有些令人作呕的时刻，但你得忍受许多无聊的情节才能看到它们。”HorrorNews.net的肖恩·伦纳德（Sean Leonard）称赞了该片，他写道：“这是很长时间以来第一部让我内心深处感到不安的电影。电影的下半部分整个充满了无尽的痛苦、悲伤、肢解和食人行为。它看起来非常真实，仿佛观众正在隔壁房间观看，但同时又像是观看真实事件的录像。可怕的是，某个地方可能确实存在这类事件的真实影片。”